# Medizinrecht (Zeitschrift)
Die Zeitschrift Medizinrecht (MedR) ist eine juristische Fachzeitschrift. Sie wurde 1983 gegründet und erscheint monatlich im Springer Verlag in Gemeinschaft mit dem Verlag C. H. Beck. Der Umfang der Zeitschrift betrug 2017 ca. 1000 Seiten im Format DIN A4 mit zweispaltigem Satz, zuzüglich Jahresregister.

## Ausrichtung
Als Bindeglied zwischen den Disziplinen Recht und Medizin thematisiert die Zeitschrift Fragestellungen beider Fächer und beleuchtet die normativen Grundlagen des deutschen Gesundheitswesens, erweitert um gelegentliche rechtsvergleichende Blicke über die nationalen Grenzen hinaus auf Lösungsansätze in anderen Rechtsordnungen. Obwohl als klassische juristische Fachzeitschrift gestaltet, wird die Zeitschrift so aufbereitet, dass sie in weiten Teilen auch für Mediziner verständlich und nutzbar ist.
Behandelt werden das Medizinhaftungsrecht (Arzthaftungsrecht und sonstige zivilrechtliche Haftungsfragen im Gesundheitswesen), das Medizinstrafrecht (Arztstrafrecht und sonstige strafrechtliche Aspekte im Gesundheitswesen), das Recht der Leistungserbringer in der Gesetzlichen Krankenversicherung (Vertragsarzt- und Vertragszahnarztrecht); Recht der nichtärztlichen Leistungserbringer, das Leistungsrecht der Gesetzlichen und der privaten Kranken- und Pflegeversicherung, das Berufsrecht der Heilberufe, das Krankenhausrecht, die Kooperationen im Gesundheitswesen und das Gebührenrecht der medizinischen Leistungserbringer. Weitere Themen der Zeitschrift sind das Arzneimittel- und Medizinprodukterecht, die Gesetzgebung im Gesundheitswesen sowie die Medizinethik.
Im Aufsatzteil werden medizinrechtliche Themen mit wissenschaftlichem Anspruch erörtert. Im Rechtsprechungsteil werden aufbereitete Gerichtsentscheidungen abgedruckt. Hinzu kommen Diskussionsbeiträge in der Rubrik „Forum“,  Buchbesprechungen und Mitteilungen aus dem  Gesundheitswesen wie z. B. Tagungsberichte und Bekanntmachungen der Deutschen Gesellschaft für Medizinrecht (DGMR).

## Mitwirkende
Schriftleiter sind Christian Katzenmeier, Köln (Direktor des Instituts für Medizinrecht, Universität zu Köln) und Martin Stellpflug, Berlin (Rechtsanwalt, Fachanwalt für Medizinrecht und Fachanwalt für Sozialrecht). Redakteurin ist Astrid Bernard.